# Alexander Magnus von Kunow
Alexander Magnus von Kunow (* 1694; † 1740) war ein preußischer Landrat und Hofmarschall. Er stand bis zu seinem Tode dem Kreis Greifenhagen in Hinterpommern vor.
Er stammte aus der adligen Familie Kunow. Sein Vater Chordt Friedrich von Kunow (1665–1697) war Erbherr auf Kunow bei Bahn und Mollin. Seine Mutter war eine geborene von Dossow.
Er studierte an der Universität Frankfurt (Oder).
Vor 1723 wurde er Landrat des Kreises Greifenhagen. Ferner war er Hofmarschall des Markgrafen von Brandenburg-Schwedt, führte den Titel eines Geheimen Rates und war Amtshauptmann des Markgrafen in Schwedt und Wildenbruch. Er blieb Landrat bis zu seinem Tode. Im Amt als Landrat folgte ihm Gustav Eberhard von Greiffenpfeil.
1719 heiratete er eine Tochter des Hofrates Friedrich Wilhelm Vorstius. 1724 erhielt er von seinem Schwiegervater die Güter Langenhagen und Schwochow. Ferner gelang es ihm im Jahre 1735, das Gut Kunow bei Bahn im Kreis Pyritz, das seiner Familie zuvor nur zu einem Anteil gehörte, ganz zu erwerben. Er hinterließ einen Sohn.